# Яровойкаси
Яровойка́си (рос. Яровойкасы, чув. Яракасси) — присілок у Чувашії Російської Федерації, у складі Великошемердянського сільського поселення Ядринського району.
Населення — 133 особи (2010; 185 в 2002, 221 в 1979, 316 в 1939, 316 в 1926, 327 в 1906, 175 в 1858).

## Історія
Історична назва — Єровойкаси. До 1866 року селяни мали статус державних, займались землеробством, тваринництвом, виробництвом взуття, одягу, корзин, коліс, бондарством, слюсарством. На початку 20 століття діяло 4 магазини, вітряк, водяний млин. 1931 року утворено колгосп «Трудовик». До 1927 року присілок входив до складу Балдаєвської волості Ядринського повіту, з переходом на райони 1927 року — спочатку у складі Ядринського, у період 1939–1951 років — у складі Совєтського, після чого повернуто назад до складу Ядринського району.

## Господарство
У присілку працюють клуб, музей, спортивний майданчик та магазин.